# 近接空間
トポロジーにおいて近接空間（英: proximity space、a.k.a. nearness space）は集合と集合の間の「近さ」の概念を公理化したものである。これは位相空間を特徴付ける、よく知られた点と集合の間の近さの概念と対照的である。
この概念は、Frigyes Riesz (1909)で述べられているが、当時は無視されていた。1934年にV. A. Efremovičによって無限小空間（infinitesimal space）の名で再発見・公理化されたが、これは1951年まで出版されなかった。その間に、A. D. Wallace (1941)は分離空間（separation space）の名前で同じ概念の或るバージョンを見出した。

## 定義
近接空間 {\displaystyle (X,\delta )} は集合 {\displaystyle X} に次の性質を持つ {\displaystyle X} の部分集合間の関係 {\displaystyle {\boldsymbol {\delta }}} を備えたものである：
{\displaystyle X} の全ての部分集合 {\displaystyle A,B,C} に対して
1. {\displaystyle A{\boldsymbol {\delta }}B\implies B{\boldsymbol {\delta }}A}
2. {\displaystyle A{\boldsymbol {\delta }}B\implies A\neq \varnothing }
3. {\displaystyle A\cap B\neq \varnothing \implies A{\boldsymbol {\delta }}B}
4. {\displaystyle A{\boldsymbol {\delta }}(B\cup C)\iff A{\boldsymbol {\delta }}B} または {\displaystyle A{\boldsymbol {\delta }}C}
5. {\displaystyle (\forall E,\ A{\boldsymbol {\delta }}E} または {\displaystyle B{\boldsymbol {\delta }}(X\setminus E)}) {\displaystyle \implies A{\boldsymbol {\delta }}B.}

最初の公理を除いた近接性は擬近接性（quasi-proximity）と呼ばれる。（ただし公理2と4は対称的な形で述べ直されなければならない。）
{\displaystyle A{\boldsymbol {\delta }}B} のとき {\displaystyle A} は {\displaystyle B} に近い、あるいは {\displaystyle A} と {\displaystyle B} は近接していると言われる。そうでないときには、{\displaystyle A} と {\displaystyle B} は離れていると言われる。{\displaystyle B} が {\displaystyle A} の近接あるいは {\displaystyle {\boldsymbol {\delta }}}-近傍である（{\displaystyle A\ll B} と書かれる）とは、{\displaystyle A} と {\displaystyle X\setminus B} が離れていることをいう。
この集合近傍関係の主要な性質を以下に列挙した。これは近接空間の別の公理的な特徴付けを与える。
{\displaystyle X} の全ての部分集合 {\displaystyle A,B,C,D} に対して
1. {\displaystyle X\ll X}
2. {\displaystyle A\ll B\implies A\subseteq B}
3. {\displaystyle A\subseteq B\ll C\subseteq D\implies A\ll D}
4. {\displaystyle (A\ll B} かつ {\displaystyle A\ll C}) {\displaystyle \implies A\ll B\cap C}
5. {\displaystyle A\ll B\implies X\setminus B\ll X\setminus A}
6. {\displaystyle A\ll B\implies \exists E,\ A\ll E\ll B.}

近接空間が分離的（separated）とは、{\displaystyle \{x\}{\boldsymbol {\delta }}\{y\}} が {\displaystyle x=y} を含意することをいう。

## 近接写像
近接写像（proximal map）とは近さを保つ写像である。つまり、{\displaystyle f\colon (X,{\boldsymbol {\delta }})\to (X^{\ast },{\boldsymbol {\delta }}^{\ast })} が与えられたときに、{\displaystyle X} において {\displaystyle A{\boldsymbol {\delta }}B} ならば、{\displaystyle X^{\ast }} において {\displaystyle f(A){\boldsymbol {\delta }}^{\ast }f(B)} が成り立つということである。同値であるが、写像が近接（proximal）とは、逆像が近接近傍性を保つことをいう。同じ表記のもとで、これは {\displaystyle C\ll ^{\ast }D} が {\displaystyle X^{\ast }} で成り立つなら、{\displaystyle f^{-1}(C)\ll f^{-1}(D)} が {\displaystyle X} で成り立つことを意味する。

## 他の位相的構造との関係
近接空間が与えられると、そこから {\displaystyle A\mapsto \{x\mid \{x\}{\boldsymbol {\delta }}A\}} をクラトフスキーの閉包作用素とすることで位相を定義できる。もし近接空間が分離的なら、こうして得られた位相はハウスドルフである。近接写像は誘導位相の間の連続写像となる。
このようにして得られた位相は常に完全正則である。ウリゾーンの補題の通常の証明を模倣することによって証明される。補題の証明に用いる（集合の）無限増加列を構成する際、近接近傍の最後の性質が用いられる。
コンパクトハウスドルフ空間が与えられると、対応する位相がちょうど所与の位相と一致するような近接性が一意的に存在する：{\displaystyle A} が {\displaystyle B} に近いのは、それらの閉包が一致するとき、かつそのときに限られる。より一般には、近接性は完全正則ハウスドルフ空間のコンパクト化を分類する。
一様空間 {\displaystyle X} は次のようにして近接関係を誘導する：{\displaystyle A} が {\displaystyle B} に近いのは、{\displaystyle A\times B} がどの近縁とも空でない交わりを持つとき、かつそのときに限る。一様連続写像はこのとき近接写像となる。